# NGC 3996
NGC 3996 est une galaxie spirale située dans la constellation du Lion. NGC 3996 a été découverte par l'astronome britannique John Herschel en 1832.

## Caractéristiques
Sa vitesse par rapport au fond diffus cosmologique est de 7 275 ± 24 km/s, ce qui correspond à une distance de Hubble de 107,3 ± 7,5 Mpc (∼350 millions d'al).

### Galaxie de Seyfert
Selon la base de données Simbad, NGC 3996 est une galaxie active de type Seyfert 2.